# Quod provinciale
Quod provinciale  è una enciclica di papa Benedetto XIV, datata 1º agosto 1754, nella quale il Pontefice esorta l'Episcopato che vive nell'Impero Turco affinché i cristiani di quelle terre non assumano nomi arabi con il solo scopo di ottenere vantaggi economici o per evitare pene; anzi il Papa esorta a non nascondere la propria fede, ma a vivere secondo le norme del Concilio Provinciale di Albania, celebrato nel 1703, e secondo quanto prescritto dall'Enciclica Inter omnigenas dello stesso Benedetto XIV, edita nel 1744.

## Fonte
- Tutte le encicliche e i principali documenti pontifici emanati dal 1740. 250 anni di storia visti dalla Santa Sede, a cura di Ugo Bellocci. Vol. I: Benedetto XIV (1740-1758), Libreria Editrice Vaticana, Città del Vaticano 1993